# Møllekirkegård (Flensborg)
Møllekirkegård (dansk) eller Mühlenfriedhof (tysk) er en kirkegård beliggende på den 59 meter høje Møllebjerg vest for Flensborg midtby i det nordlige Tyskland.
Navnet minder om de to vindmøller, der stod på bakken indtil hhv. 1897 og 1902. Selve kirkegården blev indviet i 1872 for at aflaste og senere helt afløse Flensborg Gamle Kirkegård, hvor der ikke længere var mulighed for udvidelse. I begyndelsen af 1900-tallet blev Møllekirkegården suppleret af den endnu større Fredshøj Kirkegård længere mod vest. Baggrunden var, at byen fortsatte med at vokse, med et deraf følgende behov for et stigende antal begravelsespladser.
Møllekirkegården dækker et areal på 11 hektar og er i kommunalt eje. Den blev anlagt efter en symmetrisk plan i 1900-tallets historicistiske stil med elementer fra barokken og renæssancen. Kapellet er fra 1902 og har plads til cirka 145 gæster. Det er blevet udvidet over flere gange. Kirkegårdens areal afgrænses af Vesterallee i nord og Marieallee i syd.